# Castillo de Valverde de la Vera

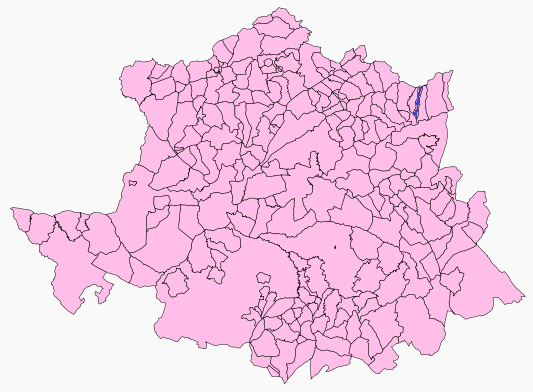
Localización de Valverde de la Vera en la provincia de Cáceres.

El Castillo de Valverde de la Vera es una edificación defensiva cuyos sus orígenes se remontan al siglo XIII. Se encuentra en el término municipal de Valverde de la Vera, al norte de la provincia de Cáceres, Comunidad Autónoma de Extremadura y en la comarca de La Vera. Forma un conjunto con la «Iglesia de Nuestra Señora de Fuentes Claras» en la propia localidad de Valverde de la Vera a una distancia de 150 km de Cáceres y a 38 km de Navalmoral de la Mata. El señorío de Valverde tiene una historia compleja. No se sabe bien en qué circunstancias se fundaría la aldea de Valverde (en cuanto a la Villa sí), pero debemos pensar que tal hecho estaría directamente enlazado con la necesidad de ampliar el poblamiento de estos territorios después de la Reconquista y, sobre todo, con la fundación de Plasencia por Alfonso VIII, a finales del siglo XII.

## Historia

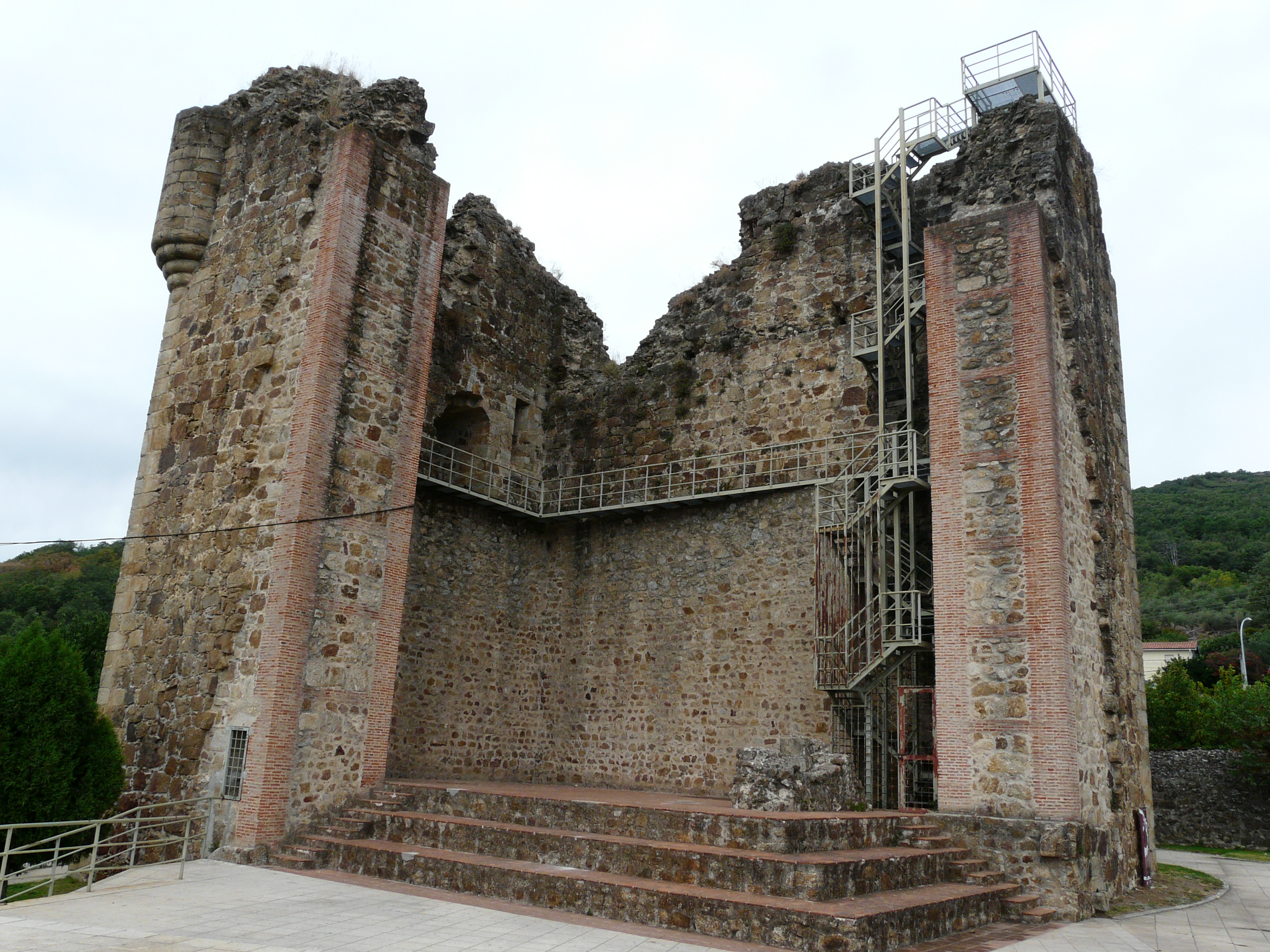
Torre del homenaje del castillo por su parte interior, accesible.

A finales del siglo XIII, Valverde de la Vera contaba ya con un censo necesario para que fuera constituida en parroquia, porque en ese tiempo, entre 1284 y 1295, antes de morir el rey Sancho IV, ya donó el pueblo como señorío a Nuño Pérez de Monroy que era Notario Mayor de Castilla, Abad de Santander, Canciller y Confesor de la Reina María de Molina. Su hijo Fernando IV confirmó la donación el 21 de abril de 1309.
Al morir Nuño heredó el señorío su hermano Fernán Pérez de Monroy, llamado “El Viejo", que construyó el gran Castillo de Monroy. Posteriormente lo recibió su primogénito Fernán que siguió en su poder por un privilegio que dio Alfonso XI en Sevilla el 30 de diciembre de 1344. El castillo y sus posesiones siguieron en poder de la Casa de Monroy hasta que, al pasar el rey Enrique III apodado «el Doliente» por la villa, se lo cedió a su hijo Fernando, Duque de Peñafiel en el año 1404. Cuatro años más tarde se lo cedió a su prima Beatriz de Portugal, duquesa de Buelna y esta lo donó a su hija Leonor.
La zona y la localidad donde se ubica es castillo fue uno de los núcleos con mayor número de judíos de la zona, más que Oropesa, Jarandilla de la Vera o Cuacos. En 1574 había 60 familias judías asentadas que aportaban al tesoro real con 3000 maravedís. Cuando expulsaron a los judíos a Portugal por el capitán Fernández Floriano, lo hicieron a través Valencia de Alcántara, muy cercana a la frontera. Algunos judíos se quedaron en Valverde y ejercieron de espías del rey de Portugal Juan III. Algunos de ellos, de cierto nivel social como Enrique Núñez, fue descubierto y ajusticiado por los vecinos de Valverde. En esta localidad hay un conjunto de calles que forman lo que los valverdanos llaman el «barrio judío».

## Descripción

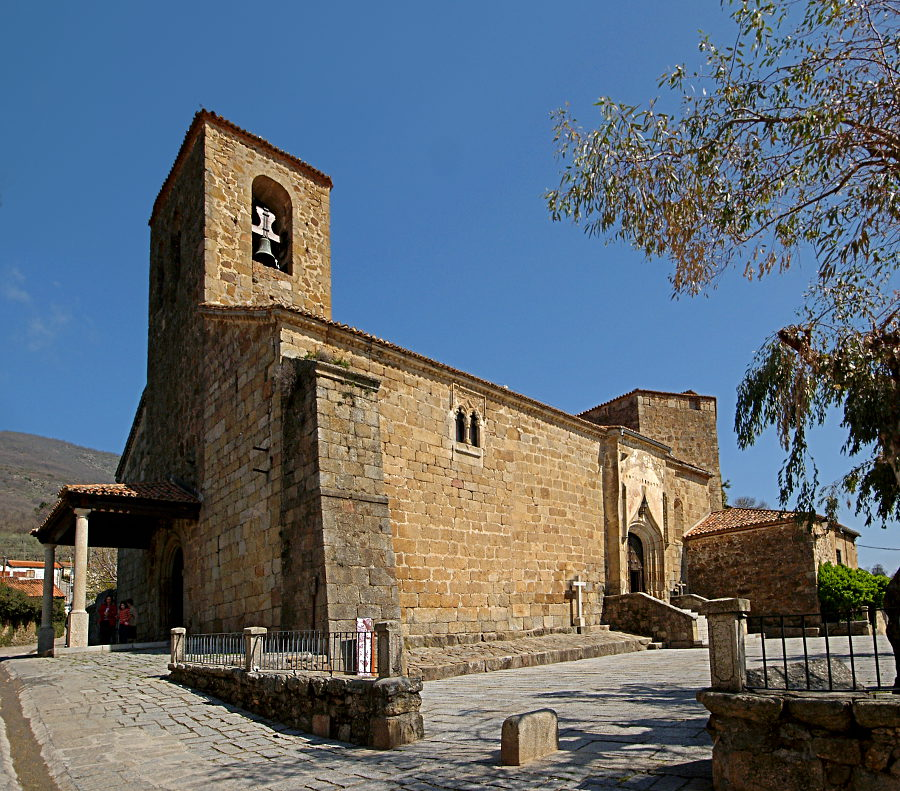
Iglesia de Santa María de Fuentes Claras.

En el lugar donde está situado el castillo existió una primera fortificación que era propiedad de la Orden del Temple pero solo lo poseyeron hasta 1312, año en el que se disolvió la Orden y pasó a ser de la Orden de Santiago a mediados del siglo XIV. De la primitiva edificación construida por los Monroy quedan pocos elementos estructurales, todos ellos anexionados a la iglesia de Santa María de Fuentes Claras, que es la parroquial del pueblo. La parte de más empaque por volumen y estructura es la parte delantera de la iglesia, lo que cubre el presbiterio, que tiene planta hexagonal donde se han conjuntado los aspectos religiosos y militares si bien, respecto al aspecto religioso resulta inusual tener como capilla y altar mayor lo que fue la torre del homenaje de una fortaleza.
La torre adjunta fue habilitada como campanario y sigue teniendo troneras y saeteras. Como parece ser que bajo esta fortificación hubo una Ribat, debía haber una mezquita como era preceptivo. Por esta razón, al construirse la fortaleza y cristianizarse se introdujo una estatua de la Virgen de Fuentes Claras y de ahí viene el nombre del complejo iglesia-castillo actual. En los muros de la zona sur de la iglesia todavía puedes verse dos ventanas de construcción árabe.
Cuando en la segunda mitad del siglo XV pasó a pertenecer esta zona al Condado de Nieva se llevaron a cabo gran cantidad de modificaciones y nuevas construcciones. Fue entonces cuando se construyó la iglesia con tres torres adaptadas a su nueva función así como techar la zona del altar mayor mediante una bóveda nervada en la torre hexagonal. Bajo ella está el retablo mayor que es de principios del siglo XVIII. En esta torre hexagonal están los escudos de las familias Monroy y Zúñiga mandados a hacer por Leonor Niño de Portugal y su esposo Diego López de Zúñiga; ambos están enterrados en los dos lados de la capilla presididos por sus esculturas en alabastro con un estilo de entre finales del gótico y principios del renacimiento.,
Can la desaparición del «castillo viejo» por su anexión a la iglesia, se construyó otro con las características típicas de finales del siglo XV y que está situada al oeste del anterior. La nueva fortificación tiene planta rectangular con cubos sobre las esquinas, ya muy deteriorados, y una robusta torre del homenaje en el centro del patio del castillo de la que quedan únicamente en pie dos flancos. Tiene unos rasgos muy definidos de la época tales como garitas redondas y en voladizo, también llamadas «garitas ladroneras» en las esquinas y en el centro de cada uno de los flancos. Tiene sección cuadrada y dos escudos o blasones de la familia Zúñiga que fue la que se hizo cargo de la construcción.

## Protección
El castillo está bajo la protección de la Declaración genérica del Decreto de 22 de abril de 1949, y la Ley 16/1985 sobre el Patrimonio Histórico Español, y el pueblo de Valverde de la Vera está declarado Conjunto Histórico-Artístico nacional por Decreto del Ministerio de Educación y Cultura de 11 de diciembre de 1970.